# SV Altenessen
Der SV Altenessen (offiziell: Spielverein Altenessen 1912 e.V.) war ein Sportverein aus dem Essener Stadtteil Altenessen. Die erste Fußballmannschaft spielte ein Jahr in der höchsten niederrheinischen Amateurliga.

## Geschichte
Der Verein wurde am 2. April 1912 als Spielverein Altenessen-Nord gegründet. Nach dem Ersten Weltkrieg fusionierte dieser mit dem Sportverein 13 Altenessen zum Spielverein Altenessen. Neben Fußball gab es auch eine Volleyballabteilung.
Die Fußballer schafften im Jahre 1952 den Aufstieg in die Ruhrbezirksliga. Zwei Jahre später sicherte sich die Mannschaft mit einem Punkt Vorsprung auf dem Essener SV 1899 die Meisterschaft und den Aufstieg in die Landesliga, die seinerzeit die höchste Amateurliga am Niederrhein bildete. Mit gerade mal 2:50 Punkten stiegen die Altenessener als abgeschlagener Tabellenletzter wieder ab. Der einzige Sieg gelang beim 3:2-Erfolg gegen Elmar Alstaden. Zwei Jahre später stieg der Spielverein in die Kreisklasse ab. 1959 gelang der Wiederaufstieg, dem drei Jahre später der Aufstieg in die Landesliga folgte. Diese war nach der Einführung der Verbandsliga Niederrhein im Jahre 1956 nur noch die zweithöchste Amateurliga. Doch wie schon beim ersten Anlauf stiegen die Altenessener als abgeschlagener Tabellenletzter wieder ab und kassierten bei Olympia Bocholt eine 0:10-Niederlage. Anschließend kam der Spielverein nicht mehr über lokale Spielklassen hinaus.

## Persönlichkeiten
- Helmut Rahn[1]

## Nachfolgeverein SG Altenessen
Am 1. Juli 2006 fusionierte der SV Altenessen mit der am 1. April 1949 gegründeten DJK Schwarz-Weiß Altenessen zur DJK Sportgemeinschaft Altenessen, kurz SG Altenessen. Beide Vereine teilten sich seit Ende der 1950er Jahre den Sportplatz an der Nordsternstraße und später die Bezirkssportanlage Kuhlhoffstraße. Diese bietet Platz für 2000 Zuschauer und es wird auf Kunstrasen gespielt.
Die SG Altenessen stieg im Jahre 2010 in die Bezirksliga auf und konnte diese bis 2015 halten. Der direkte Wiederaufstieg wurde als Vizemeister hinter der DJK TuS Essen-Holsterhausen verpasst und die Altenessener mussten im Jahre 2019 den Gang in die Kreisliga B antreten. Seit dem direkten Wiederaufstieg im Jahre 2020 spielt die SG Altenessen in der Kreisliga A.